# Cercyonis
Genre
Cercyonis est un genre de lépidoptères (papillons) de la famille des Nymphalidae et de la sous-famille des Satyrinae qui résident tous sur la côte ouest de l'Amérique du Nord.

## Liste d'espèces
Selon ITIS (21 avr. 2010) :
- Cercyonis meadii (W. H. Edwards, 1872)
- Cercyonis oetus (Boisduval, 1869)
- Cercyonis pegala (Fabricius, 1775) - le Satyre des prés
- Cercyonis sthenele (Boisduval, 1852)

Selon NCBI (15 avr. 2019) :
- Cercyonis meadii
- Cercyonis oetus
- Cercyonis pegala
- Cercyonis sthenele